# 시마다 후미카네
시마다 후미카네(일본어: 島田フミカネ: 1974년 1월 26일 - )는 일본의 일러스트레이터, 캐릭터 디자이너이다. 오카야마현 출신으로 계속 거주중.
2000년 이후 유행한 메카소녀 붐의 주동자. 메카소녀 컨셉 미디어믹스인 《스카이 걸즈》, 《스트라이크 위치즈》에서는 주요 캐릭터와 메카닉 원안 디자인을 맡고 있다.
필명의 유래는 다카시마다라고 한다.